# NGC 4637
NGC 4637 је лентикуларна галаксија у сазвежђу Девица која се налази на NGC листи објеката дубоког неба.
Деклинација објекта је + 11° 26' 17" а ректасцензија 12h 42m 54,2s. Привидна величина (магнитуда) објекта NGC 4637 износи 13,8 а фотографска магнитуда 14,8. NGC 4637 је још познат и под ознакама UGC 7881, MCG 2-32-188, CGCG 71-7, VCC 1945, PGC 42744.